# Beavatási szertartás (maffia)
A beavatási szertartás a maffiához való tartozás egyik és egyben első lépcsőfoka. Ahhoz, hogy a maffia vagy a Cosa Nostra teljes jogú tagjává váljon - hogy beavatott avagy teljes jogú tag legyen -, a leendő tagnak részt kell vennie egy beavatási szertartáson. A ceremónia magában foglalja a jelentős rituálét, az eskütételt, a véresküt, és a beavatottal kötött megállapodást, hogy követi a maffia szabályait, ahogyan azokat a beavatottnak bemutatják. Az első ismert beszámoló a szertartásról 1877-ből származik, Szicíliából. 
A szertartás tipikus sorrendje több különböző leírás szerint is közös jellemzőkkel bír. Először is az újoncot a többi tag jelenlétében bevezetik, és egy tag bemutatja őt. Elmagyarázzák a szervezet működését, beleértve annak alapvető szabályait is, majd az ujját a hivatalban lévő tag egy tűvel megszúrja. Néhány csepp vért egy szent képét ábrázoló kártyára csepegtetnek, a kártyát meggyújtják, végül pedig, miközben a kártyát gyorsan átadják egyik kézből a másikba, hogy elkerüljék az égési sérüléseket, az újonc hűségesküt tesz a maffiaklánnak.

## A szertartás Szicíliában
Az első ismert beszámoló a szertartásról 1877-ből származik, a Giornale di Sicilia című monreale-i lapban megjelent cikkben, amely a Stuppagghiariról, egy korai maffia-szerű szervezetről szól. Más korai beszámolók a Fratellanza (Testvériség) ellen Agrigentóban (1884) és a Fratuzzi (Kis Testvérek) ellen Bagheriában (1889) folytatott per során hangzottak el.
Az egyik első beavatási szertartásról szóló beszámolót Bernardino Verro, a Fasci Siciliani, egy demokratikus és szocialista ihletésű népi társadalmi mozgalom egyik vezetője adta közre, amely az 1890-es évek elején jött létre Szicíliában. Hogy a mozgalomnak erőt adjon, és megvédje magát a bántalmaktól, Verro csatlakozott a Corleone-i Fratuzzihez. Sok évvel később írt emlékiratában leírja a beavatási szertartást, amelyen 1893 tavaszán esett át: 
|  | „Meghívtak a Fratuzzi titkos találkozójára. Beléptem egy titokzatos szobába, ahol sok fegyveres férfi ült egy asztal körül. Az asztal közepén egy papírra rajzolt koponya és egy kés volt. Ahhoz, hogy felvegyenek a Fratuzziba, át kellett esnem egy beavatáson, amely néhány hűségpróbából és az alsó ajkamnak a kés hegyével való megszúrásából állt: a sebből származó vér átitatta a koponyát. ” |
|  | |

Nem sokkal később Verro szakított a maffiával, és - a rendőrségi jelentések szerint - a legádázabb ellenségükké vált és a maffia megölte 1915-ben, amikor Corleone polgármestere volt.

## Az Egyesült Államokban
Az apalachini találkozó eredményeképpen 1957-ben lezárták a maffiába való bekerüléshez szükséges tagsági könyveket, és csak 1976-ban nyitották meg újra. 1963-ban az Egyesült Államokban az első ismert beszámolót a szertartásról Joe Valachi adta, akit 1930-ban avattak be, a Valachi meghallgatásokon tett vallomásában. Valachi esete nagy visszhangot keltett, és segített meggyőzni az országot a Cosa Nostra, más néven maffia nevű szervezet létezéséről az Egyesült Államokban. Első kézből származó információkkal látta el az FBI-t a maffia belső életéről, beleértve a beavatási szertartás egyik első ismertetőjét is.

### A szertartás

#### Az új tagok kiválasztása
A maffia meghatározott embereket kér fel a tagságra - nem lehet csak úgy csatlakozni. Tommaso Buscetta a Pizza Connection perben tett vallomásában megkérdezték tőle, hogy mit tett azért, hogy bekerüljön a Cosa Nostrába. Azt válaszolta: "Nem töltöttem ki semmilyen kérelmet, hogy tag legyek, csak meghívtak." Joe Valachinak hosszas kérlelésen kellett átesnie, mielőtt beleegyezett a csatlakozásba. Végül a maffiózó Bobby Doyle érvelése hatotta meg, aki szerint a magányos bűnözői karrier sokkal veszélyesebb. Doyle azt mondta Valachinak: "Csatlakozz hozzánk, és megleszel. Pénzt fogsz keresni, és nem kell többé lopnod." Valachi számára egyre nehezebbé váltak a dolgok a gyakori letartóztatások és az életmódjának egyéb következményei miatt, és elismerte Doyle érvelésének logikáját.

#### A szertartás leírása
A szertartás egy vacsora vagy egy találkozó. Egyszerre több személyt is beiktathatnak. A beiktatáskor "megkeresztelkednek", vagy "megkapják a jelvényüket". Más kifejezések, amelyeket használnak a beiktatott tagokra: bölcsek, barátunk, jó barát, közülünk való, és egyenesbe hozott. Valachi adta a szertartás legismertebb leírását: 
Leültem az asztalhoz. Volt bor. Valaki egy pisztolyt és egy kést tett elém. A pisztoly egy 38-as volt, a kés pedig egy olyan, amit mi tőrnek hívunk. Maranzano, a főnök felállított minket, és mondunk néhány szót olaszul. Aztán Joe Bonanno megszúrta az ujjamat egy tűvel, és addig nyomta, amíg a vér ki nem folyt. Ami ezután történt, azt mondta Maranzano úr: "Ez a vér azt jelenti, hogy most már egy család vagyunk. A pisztoly és a kés által élsz, és a pisztoly és a kés által halsz meg".
Valachit három társával együtt iktatták be. Körülbelül negyven tag volt jelen, így az újonnan beavatottak "megismerhették a családot". 
A Patriarca klán 1989-es beavatása során, amelyet az FBI felvett, számos más részletre is fény derült. Mielőtt a beavatott Tortora letette volna az esküt, közölték vele, hogy meg fogják keresztelni. "Téged már csecsemőkorodban megkereszteltek, a szüleid tették ezt. De most, ezúttal mi fogunk megkeresztelni téged". Úgy tűnik, a keresztelés a kezdődő új életszakaszt jelképezi. Ez egy példa a maffia családi mentalitására. Azt sugallja, hogy a maffia átveszi a tag családjának, szüleinek a szerepét. Ennek a mentalitásnak további bizonyítékát láthatjuk, amikor Tortorát megkérdezik, hogy megölné-e a testvérét a maffiáért. Ez a mentalitás valószínűleg azért jön létre, mert a tagok az egész életüket a szervezetnek szenteljék. Maga az eskü is a családi kötelékről szól, és feltételezhetjük, hogy a titoktartási szabályok a családi hűséget, valamint az önfenntartás érzését képviselik. A rivalizálás ellenére minden maffiaklánt rokonnak tekintenek. Még a szicíliai és a New York-i csoportok között is létezik a testvériség.
Valachi leírásának egy másik variációjában, az 1989-es beiktatási felvételen, a beiktatott Flamaro kifejezetten a mutatóujját szúrta meg - ami megerősíti, hogy a gesztusnak szimbolizmusa van. Ezt követően egy társat/pajtást választottak neki, és a többi leírt szertartástól eltérően nem tettek említést a szentkép elégetéséről. Buscetta vallomásában azt mondta, hogy amikor megszúrták az ujját, a vért egy szentképre cseppentették, amelyet aztán elégettek. Buscetta ezután megesküdött, hogy ha nem engedelmeskedik a szabályoknak, "a testem úgy fog égni, mint ez a szent." Ennek az eskünek egy változata a következő: "Ahogy ég ez a szent, úgy fog égni a lelkem. Élve lépek be, és holtan kell kijönnöm." Jimmy Fratianno, akit 1947-ben vezettek be, leírta, hogy a helyi vezér megszúrta az ujját, és azt mondta: "Ez a vércsepp jelképezi a családunkba való beleszületésedet, egyek vagyunk a halálig." A szertartás az új maffiózók mindkét arcára adott csókkal zárul. 
Régebben azt mondták, hogy a beavatási folyamat befejezéséhez a leendő tagnak meg kellett ölnie valakit, bár úgy tűnik, hogy ez a hagyomány mára nagyrészt kihalt.

### Szabályok
A maffia kódexe figyelemre méltóan hasonlít nemcsak más bűnszervezetek és társaságok, hanem az amerikai börtönökben jelenlévő kódexhez is. Donald Cressey megjegyzi, hogy alapvetően megegyezik a tolvajok kódexével, amelyet öt alapvető részből állónak vázol fel:
1. Légy hűséges a szervezet tagjaihoz.
2. Ne akadályozzátok egymás érdekeit.
3. Ne legyetek besúgók.
4. Legyetek racionálisak.
5. Legyetek a csapat tagjai.
6. Ne vegyél részt a harcban, ha nem tudsz győzni. Az irányelv a magánéletre is kiterjed.
7. Légy becsületes ember. Tiszteld a nőiséget és az idősebbeket.
8. Légy egy helytálló férfi. Tartsd nyitva a szemed és a füled, és tartsd csukva a szád. Ne add el magad.
9. A "helytálló srác" bátorságot és "szívet" mutat. Nem nyafog vagy panaszkodik a megpróbáltatásokkal szemben, beleértve a büntetést is, mert 'Ha nem tudsz fizetni, ne játssz'.
10. Légy független. Ismerd a világot.[7]

### A nők
Jimmy Fratianno 1947-ben lépett be a maffiába, és Valachihoz hasonló esküt tett. Három szabályt adtak neki:
|  | „Soha nem árulhatod el a Cosa Nostra titkait. Soha nem szabad más tag feleségét vagy gyermekeit meggyaláznod. Soha nem keveredhetsz bele a kábítószer üzletbe.” |
|  | |

A Patriarca-szertartáson Joseph Russo azt is elmagyarázta, hogy nem szórakozunk a nővérekkel, feleségekkel vagy barátnőkkel, hacsak nem "tisztességes" szándékkal. 
Buscetta azt is elmesélte, hogyan utasították őt a "megfelelő viselkedésmódra". Elmondása szerint azt mondták neki, hogy "hallgasson, ne nézzen más férfiak feleségére vagy asszonyaira, ne lopjon, és főleg, amikor hívják, mindig sietni kell, otthagyva, amit éppen csinál." E törvények megszegéséért halálbüntetés járt.

### Omertà
A legfontosabb szabály az omertà, a hallgatási eskü. Ezt a szabályt gyakran megszegik, ahogy az FBI informátoraitól látták, de halálbüntetéssel büntethető. Biagio DiGiacomo az Omertà súlyosságát hangsúlyozta, amikor azt mondta: "Nincs remény, nincs Jézus, nincs Madonna, senki sem segíthet rajtunk, ha valaha is kiadjuk ezt a titkot bárkinek, mondjuk, bármilyen barátomnak. Ezt a dolgot nem lehet leleplezni."

### Kábítószer-kereskedelem
A kábítószerekkel kapcsolatos szabályokat számos beszámolóban megismétlik, ahol részletezik, hogy a tagoknak tartózkodniuk kell mind a kábítószerek használatától, mind az eladástól. Joe Bonanno 1983-as önéletrajzában kijelentette, hogy sem ő, sem a családja nem vett részt a drogkereskedelemben, és azt "mocskos üzletnek" nevezte." Ezeket a szabályokat gyakran megszegték, ahogy azt az FBI is bizonyította, és megkérdőjelezték, hogy ezt a szabályt valaha is betartatták-e, vagy egyszerűen csak mítosz. Ettől függetlenül az újabb időkben kevéssé támasztja alá a maffia részéről a drogüzletektől való tartózkodás. New Yorkban az öt bűnözőklán monopóliummal rendelkezett a drogkereskedelemben.

## A bemutatkozás
A bemutatkozás nagyon különleges volt. A maffiához nem tartozó embereket úgy mutatták be, hogy "az én barátom". A tagokat úgy emlegették, hogy "a mi barátunk". Soha nem mondhatták meg a bemutatkozás során, hogy kik ők, kivéve különleges körülmények között. Bemutatkozáskor a tagok már nem követték a puszilkodás hagyományát, mert az túl nagy figyelmet keltett a hatóságok részéről.

## Leleplezés

### Valachi és a McClellan-bizottság
A Genovese-katonát, Joe Valachit 1959-ben kábítószerrel kapcsolatos jogsértések miatt 15 év börtönbüntetésre ítélték. Valachi motivációi, amelyek miatt besúgó lett, viták tárgyát képezték: Valachi azt állította, hogy a köz szolgálataként tesz tanúvallomást, és hogy leleplezzen egy befolyásos bűnszervezetet, amelyet az életének tönkretételével vádolt, de az is lehetséges, hogy kormányzati védelmet remélt egy vádalku részeként, amelyben halálbüntetés helyett életfogytiglani börtönbüntetésre ítélték egy gyilkosságért, amelyet 1962-ben követett el, miközben a kábítószerrel kapcsolatos jogsértés miatt börtönben volt.  
Valachi a börtönben meggyilkolt egy férfit, akiről azt hitte, hogy a maffiafőnök és rabtársa, Vito Genovese utasította a megölésére. Valachi és Genovese mindketten heroincsempészetért ültek. 1962. június 22-én Valachi egy építkezés mellett hagyott csővel agyonvert egy rabot, akit összetévesztett Joseph DiPalermóval, egy maffiataggal, akiről úgy gondolta, hogy megbízást kapott arra, hogy őt megölje. Az FBI ügynökeivel eltöltött idő után Valachi előállt azzal a történettel, hogy Genovese arcon csókolta őt, amit ő "halálos csóknak" tekintett. Valachi haláláért 100000 dolláros vérdíjat tűzött ki Genovese. 
Nem sokkal később Valachi úgy döntött, hogy együttműködik az amerikai igazságügyi minisztériummal. 1963 októberében Valachi tanúvallomást tett John L. McClellan arkansasi szenátor bizottsága a Szenátus Kormányzati Műveletek Bizottsága előtt, amely a Valachi meghallgatás néven ismert, kijelentve, hogy az olasz-amerikai maffia valóban létezik, ez volt az első alkalom, hogy egy tagja nyilvánosan elismerte a létezését. Valachi vallomása volt az első jelentős omertà megsértése mellyel megszegte a véresküt. Ő volt az olasz-amerikai maffia első tagja, aki nyilvánosan elismerte a maffia létezését, és neki tulajdonítják a cosa nostra kifejezés népszerűsítését. 
Bár Valachi információi révén soha nem vádoltak meg közvetlenül egyetlen maffiavezért sem, mégis számos részletes információval szolgált a maffia történetéről, működéséről és rituáléiról, segített több megoldatlan gyilkosság felderítésében, továbbá megnevezte a maffia több tagját és a főbb bűnszervezetek tagjait. A per Valachi televíziós vallomása révén a világ elé tárta az amerikai szervezett bűnözést.

### Patriarca klán
1989. október 29-én a Massachusetts állambeli Medfordban az FBI rögzítette a New England-i Patriarca bűncsalád beavatási szertartását. A lehallgatás körül némi vita volt, tekintettel arra, hogy a szertartás rögzítéséhez használt "vándorló poloska" engedélyét hamis adatok alapján adták ki. 
Az egyik forrás részletezi, hogy a szertartásban részt vevő tagok a következők voltak: Joseph Russo tanácsos, aki a szertartás bizonyos részeit vezette; Biagio DiGiacomo helyi vezér, aki az eskütételeket végezte; Robert F. Carrozza; Vincent M. Ferrara; Charles Quintina - mindannyian Bostonból - és Matthew Guglielmetti, a Rhode Island-i Providence környékéről; valamint a beiktatottak: Robert DeLuca, Vincent Federico, Carmen Tortora és Richard Floramo.  Egy másik újságcikk szerint 17 maffiózó volt jelen, köztük a jelenlegi főnök, ifjabb Raymond Patriarca, és a család más magas rangú tisztviselői. 
Az említett ünnepség FBI-megfigyelése egy öt évig tartó, a környékbeli bűnözőklánok elleni nyomozás záróakkordja volt, amely számos vádemelést és letartóztatást eredményezett. A vádlottak között volt Patriarca, DiGiacomo, Russo, Tortora, Ferrara, Carrozza és Guglielmetti, akik mind jelen voltak az ünnepségen. További nagy nevek a vádlottak közül: Antonio L. Spagnola, Nicholas Bianco, Louis Failla és John E. Farrell. Az ünnepségen elhangzott részleteket is felhasználták a maffiózók elleni eljárás során. 
Thomas A. Hughes, az FBI bostoni maffiaspecialistája úgy vélte, hogy a Patriarca bűnözőklán becsületét és kegyét vesztette el amiatt, hogy a szent szertartást az ő felügyeletük alatt vették fel.

### A Bonanno klán
2015 novemberében Damiano Zummo, a Bonanno bűnözőklán állítólagos megbízott helyi vezére Kanadában részt vett egy beépített rendőrségi ügynök beavatási ceremóniáján, amelyet titokban rögzítettek. Zummo jelentős szerepet játszott a ceremónián, és a felvételen a szervezet magasabb szintjén lévő személyeket nevezett meg. Egy brooklyni bírósági tisztviselő később azt mondta: "Egy titkos beavatási ceremónia rögzítése rendkívüli eredmény a bűnüldözés számára, és jelentős csapást mér a La Cosa Nostrára". A felvétel alapján 2017 novemberében 13 maffiózót is letartóztattak, köztük a kanadai Ontario állambeli Hamiltonban működő Luppino bűnözőklánból származó Domenico Violi-t, akit 2017 októberében a buffalói bűnözőklán alfőnökévé neveztek ki.

## Fordítás
- Ez a szócikk részben vagy egészben  az   Initiation ritual (mafia) című angol Wikipédia-szócikk ezen változatának fordításán alapul.  Az eredeti cikk szerkesztőit annak laptörténete sorolja fel. Ez a jelzés csupán a megfogalmazás eredetét és a szerzői jogokat jelzi, nem szolgál a cikkben szereplő információk forrásmegjelöléseként.